# CART World Series 1987
CART World Series 1987 vanns av Bobby Rahal.

## Delsegrare
| Datum        | Bana             | Vinnare            |
| ------------ | ---------------- | ------------------ |
| 5 april      | Long Beach       | Mario Andretti     |
| 12 april     | Phoenix          | Roberto Guerrero   |
| 24 maj       | Indianapolis 500 | Al Unser           |
| 31 maj       | Milwaukee        | Michael Andretti   |
| 14 juni      | Portland         | Bobby Rahal        |
| 28 juni      | Meadowlands      | Bobby Rahal        |
| 5 juli       | Cleveland        | Emerson Fittipaldi |
| 19 juli      | Toronto          | Emerson Fittipaldi |
| 2 augusti    | Michigan 500     | Michael Andretti   |
| 16 augusti   | Pocono           | Rick Mears         |
| 30 augusti   | Road America     | Mario Andretti     |
| 6 september  | Mid-Ohio         | Roberto Guerrero   |
| 20 september | Nazareth         | Michael Andretti   |
| 11 oktober   | Laguna Seca      | Bobby Rahal        |
| 1 november   | Miami            | Michael Andretti   |

## Slutställning
| Plats | Förare             | Poäng |
| ----- | ------------------ | ----- |
| 1     | Bobby Rahal        | 188   |
| 2     | Michael Andretti   | 158   |
| 3     | Al Unser Jr.       | 107   |
| 4     | Roberto Guerrero   | 106   |
| 5     | Rick Mears         | 102   |
| 6     | Mario Andretti     | 100   |
| 7     | Arie Luyendyk      | 98    |
| 8     | Geoff Brabham      | 90    |
| 9     | Danny Sullivan     | 87    |
| 10    | Emerson Fittipaldi | 78    |
| 11    | Josele Garza       | 46    |
| 12    | Fabrizio Barbazza  | 42    |
| 13    | Al Unser           | 39    |
| 14    | Tom Sneva          | 38    |
| 15    | Derek Daly         | 27    |
| 16    | Kevin Cogan        | 25    |
| 17    | John Andretti      | 23    |
| 18    | Johnny Rutherford  | 23    |
| 19    | Jeff Macpherson    | 21    |
| 20    | Dick Simon         | 15    |